# Ewa Kutynia
Ewa Kutynia-Lipińska (ur. 18 grudnia 1975 w Kłobucku) – polska aktorka, absolwentka łódzkiej szkoły filmowej.
Aktorka Teatru Śląskiego w Katowicach. W swoim dorobku artystycznym ma role teatralne i filmowe. Jednak osobą bardziej rozpoznawalną stała się, grając m.in. w serialach Telewizji Polskiej, np. w Na dobre i na złe jako komisarz Elwira Kłos oraz w Kryminalnych jako starszy aspirant Zuzanna Ostrowska. Wzięła również udział w przedsięwzięciu Agnieszki Holland, Magdaleny Łazarkiewicz oraz Katarzyny Adamik – serialu political-fiction Ekipa.

## Teatr Śląski
Na deskach Teatru Śląskiego w Katowicach Ewa Kutynia wystąpiła w następujących spektaklach:
| Sztuka                                        | Reżyser              | Rola                   |
| --------------------------------------------- | -------------------- | ---------------------- |
| Chłop Milionerem                              | Piotr Szalsza        | Lotka                  |
| Akropolis                                     | Bogdan Tosza         | Helena, Panna i Aurora |
| Intryga i miłość                              | Krzysztof Babicki    | Luiza                  |
| Żelazna Konstrukcja                           | Bartosz Zaczykiewicz | Panna Młoda            |
| Po Deszczu                                    | Bogdan Tosza         | Brunetka               |
| Bambuko                                       | Tadeusz Wiśniewski   | Zosia                  |
| Romeo i Julia                                 | Bartosz Zaczykiewicz | Julia                  |
| Żołnierz królowej Madagaskaru                 | Tadeusz Bradecki     |                        |
| Requiem dla Gospodyni                         | Bogdan Tosza         | Smarkula               |
| Chryje z Polską                               | Bogdan Tosza         | Muza                   |
| Kartoteka                                     | Krzysztof Rau        | Sekretarka oraz Niemka |
| Pożarcie Królewny Bluetki                     | Monika Martini-Madej | Bluetka                |
| Życie Trzy Wersje                             | Michał Rosa          | Inez                   |
| Tango                                         | Filip Bajon          | Ala                    |
| Nie teraz kochanie                            | Marcin Sławiński     | Modelka                |
| Beztlenowce, Kostka Smalcu, Cynkweiss, Lemury | Ingmar Villquist     | Karla                  |
| Zamiana                                       | Anna Smolar          | Lechy                  |
| Push Up 1-3 – Ostatnie Piętro                 | Grzegorz Kempinsky   | Sabina                 |
| Sinobrody - Nadzieja Kobiet                   | Grzegorz Kempinsky   | pięć postaci żeńskich  |
| Jeden dzień                                   | Bogdan Hussakowski   | Sheila                 |
| Jordan                                        | Grzegorz Kempinsky   | monodram               |
| Małe Zbrodnie Małżeńskie                      | Grzegorz Kempinsky   | Lisa                   |
| Mewa                                          | Gabryel Gietzky      | Masza                  |
| Piąta Strona Świata Kazimierza Kutza          | Robert Talarczyk     | kilka ról kobiecych    |

### Pozostałe role teatralne
Wzięła udział w kilku spektaklach reżyserowanych przez założyciela i reżysera Teatru Bez Sceny – Andrzeja Dopierałę. Składały się na to role: 
| Sztuka                         | Reżyser           | Rola  |
| ------------------------------ | ----------------- | ----- |
| Dla Julii                      | Andrzej Dopierała | Julia |
| Wszystkie Dni i Wszystkie Noce | Andrzej Dopierała | Jonny |

## Filmografia
| Tytuł              | Reżyser/Producent                                           | Rola                                  |
| ------------------ | ----------------------------------------------------------- | ------------------------------------- |
| Diabeł Przewrotny  | Jan Jakub Kolski                                            | infantka                              |
| Na dobre i na złe  | TVP                                                         | komisarz Elwira                       |
| Kryminalni         | TVN                                                         | Zuzia Ostrowska 2006–2008             |
| Co Słonko Widziało | Michał Rosa                                                 | dentystka                             |
| Ekipa              | Agnieszka Holland, Magdalena Łazarkiewicz, Katarzyna Adamik | dziennikarka Marta Kołodziejczyk 2007 |
| 4:13 Do Katowic    | Andrzej Stopa                                               | pielęgniarka                          |
| Hotel 52           |                                                             | Kalina Gajda (odc. 57) 2011           |

## Nagrody i wyróżnienia
| Rok  | Nagroda                                                        | Temat Nagrody                                                         |
| 2001 | Nagroda Leny Starke                                            | Intryga i Miłość (rola Luizy) oraz Romeo i Julia (rola Julii)         |
| 2006 | Nagroda Marszałka Województwa Śląskiego                        | Dotychczasowe dokonania w dziedzinie ról teatralnych młodych artystów |
| 2006 | Nominacja do Złotej Maski                                      | Zamiana (rola Lechy) oraz Push-Up (rola Sabiny)                       |
| 2006 | Nagroda na VI Ogólnopolskim Festiwalu Dramaturgii Współczesnej | Push-Up (rola Sabiny)                                                 |